# Список автомагістралей під номером 1
В даній статті представлений список автомагістралей по країнам у світі пронумерованих під номером 1.

## Міжнародні
- AH1 Азійська автомагістраль AH1, міжнародний маршрут з Японією через Туреччиною - кодрон Болгарії
- E01 Автошлях E01 (Північна Ірландія та Іспанія)
- E001 Автошлях E001 (Грузія та Вірменія)
- Шосе Каїр–Дакар

## Афганістан
- Шосе 1, яке також називається A01 і офіційно називається Кільцевою дорогою, огинає Афганістан і сполучає Кабул, Газні, Кандагар, Фарах, Герат і Мазар.

## Албанія
- Національне шосе SH1 (Албанія), дорога, що йде від кордону Чорногорії (Хані-і-Хотіт) до Тирани.
- Автомагістраль A1

## Алжир
- Східно-західне шосе Алжиру

## Андорра
- CG-1

## Аргентина
- Національна траса 1
- Національна траса A001
- Провінційне шосе Санта-Фе 01

## Австралія
- Автомагістраль 1, шосе, що з'єднує всі столиці штатів країни, а також Дарвін, Північна територія.
- Усі автомагістралі на маршруті Національної траси 1
- Платна автомагістраль на трасі Національного шосе 1
- Усі дороги державного значення на трасі державного значення 1
- У QLD і WA
- Його частиною є NT і SA
- Кільцева дорога 1, Південна Австралія
- Об'їзд тихоокеанської автостради М1
- Шосе Воллогоранг (Борролула до кордону Квінсленда) замінює Національне шосе 1
- Шосе 1 (Тасманія)

## Австрія
- Автобан A1

## Бангладеш
- Автошлях N1

## Білорусь
- Магістраль М1

## Бельгія
- Автомагістраль A1

## Боснія і Герцеговина
- Автострада A1

## Болгарія
- Автомагістраль Тракія
- Дорога I-1

## В'єтнам
- Національне шосе 1
- Національне шосе 1B
- Національне шосе 1C
- Національне шосе 1D
- Національне шосе 1K

## Гана
- Національне шосе N1 (Гана)

## Греція
- Автомагістраль 1
- Грецька національна дорога 1

## Грузія
- Автомагістраль S1
- Шосе SH1 (Грузія)

## Гонконг
- Маршрут 1 (Гонконг)

## Джибуті
- Національне шосе RN-1

## Домініканська республіка
- Шосе DR-1 (Домініканська Республіка)

## Естонія
- Автошлях 1

## Екваторіальна Гвінея
- Автомагістраль AP-1 (Екваторіальна Гвінея)

## Індія
- Національне шосе 1 (Індія)
  - NH 1A
  - NH 1B
  - NH 1D
- Шосе штату 1 (Керала)

## Індонезія
- Національний маршрут 1 (Індонезія)

## Іран
- Автомагістраль 1 (Іран)

## Ірак
- Автомагістраль 1 (Ірак)
- Шосе 1 (Ірак)

## Ірландія
- Автомагістраль М1 (Ірландія)
- Дорога N1 (Ірландія)

## Ізраїль
- Шосе 1 (Ізраїль/Палестина)

## Італія
- Автострада А1 (Італія)
- RA 1
- Шосе 1
- Т1

## Ісландія
- Дорога 1 (Ісландія)

## Іспанія
- Автовіа А-1
- Автопіста АП-1
- Автовіа АС-І
- Автомагістраль A1 (Естремадура)
- Автопіста GC-1
- Автомагістраль R-1 (Іспанія)
- Автомагістраль A1 (Арагон)
- Автовіа RM-1

## Казахстан
- Шосе А1 (Казахстан)

## Камбоджа
- Національне шосе 1

## Канада
Частини Трансканадське шосе

- Альбертське шосе 1
  -  Альбертське шосе 1А
  -  Альбертське шосе 1X
- Шосе Британської Колумбії 1
  -  Шосе Британської Колумбії 1A
- Манітобське шосе 1
  -  Манітобське шосе 1А
- Ньюфаундленд і Лабрадор Маршрут 1
- Маршрут Острів Принца Едуарда 1
  -  Маршрут 1А (Острів Принца Едуарда)
- Саскачеванське шосе 1

Інші ділянки шосе 1

- Маршрут Нью-Бранвіка 1
- Магістраль Нової Шотландії 1
- Шосе 1 північно-західних територій
- Квебекська дорога 1 (колишня)
- Юконське шосе 1

## Китай
- Автомагістраль G1
  -  Автомагістраль G1N
  -  Автомагістраль G0111
- Автомагістраль S01 (Аньхой)
- Автомагістраль S1 (Гуандун)
- Автомагістраль S1 (Хенань)
- Автомагістраль S1 (Хубей)
- Автомагістраль S01 (Хунань)
- Автомагістраль S1 (Шаньдун)
- Автомагістраль S1 (Шанхай)
- Автомагістраль S1 (Сичуань)
- Автомагістраль S1 (Шанхай)
- Автомагістраль S1 (Тибет)
- Автомагістраль S1 (Чжецзян)

## Колумбія
- Національне шосе 1

## Коста-Рика
- Національне шосе 1

## Куба
- Автопіста A1

## Кіпр
- Автомагістраль A1
- Дорога B1 (Кіпр)

## Лаос
- Маршрут 1А (Лаос)
- Маршрут 1C (Лаос)
- Маршрут 1E (Лаос)
- Маршрут 1I (Лаос)

## Латвія
- Шосе A1 (Латвія)

## Литва
- Автомагістраль A1 (Литва)

## Люксембург
- Автострада A1 (Люксембург)

## Малайзія
- FT 1 Малайзійська федеральна дорога 1
- North–South Expressway Northern Route Північний маршрут швидкісної дороги Північ-Південь

## Мартиніка
- Автотраса A1 (Мартиніка)

## Мексика
- Мексиканське федеральне шосе 1
- Мексиканське федеральне шосе 1D

## Молдова
- Автомагістраль А1 (Казахстан) Автомагістраль М1 (Молдова)
- Дорога R1 (Молдова)

## Марокко
- Автомагістраль Рабат — Танжер
- Національне шосе 1 (Марокко)

## М'янма
- Національне шосе 1 (М'янма)

## Намібія
- Автомагістраль A1 (Намібія)
- Шосе B1 (Намібія)

## Непал
- Шосе Махендра H01

## Нідерланди
- Автомагістраль A1

## Нікарагуа
- NIC-1

## Нігер
- Національне шосе 1 (Нігер), головне шосе зі сходу на захід

## Німеччина
- Автобан 1 в Німеччині
- Автошлях 1 в Німеччині
  -  Автошлях 1a, гілка Автошлях 1

## Нова Зеландія
- Державне шосе 1 Нова Зеландія
  -  Державне шосе Нова Зеландія 1B
  -  Державне шосе Нова Зеландія 1C

## Об'єднане Королівство
- Автострада М1
- Шосе А1 (Великобританія)

-  Автострада A1(M).

- Дорога A1 (острів Мен)
- Дорога A1 (Джерсі)
- Автомагістраль М1 (Північна Ірландія)
- Дорога A1 (Північна Ірландія)

## Пакистан
- Автомагістраль M-1

## Панама
- Шосе 1 є Панамериканське шосе

## Парагвай
- Національна траса 1

## Перу
- Шосе 1

## Південна Африка
- Автошлях N1
- M1 (Східний Лондон)
- M1 (Йоганнесбург)
- M1 (Преторія)
- M1 (Дурбан)
- M1 (Порт-Елізабет)

## Південна Корея
- Швидкісна автострада Кьонбу
- Національна траса 1

## Північна Македонія
- Автострада A1 (Північна Македонія)

## Польща
- A1 Автомагістраль
- Швидкісна дорога S1
- Національна дорога 1

## Португалія
- Автострада A1

## Румунія
- Національна дорога 1
- Автострада A1 (Румунія)

## Росія
- Автомагістраль М1

## Сенегал
- Автотраса А1
- Дорога N1 (Сенегал)

## Сербія
- Автострада А1

## Словаччина
- Автострада D1
- Швидкісна дорога R1 (Словаччина)

## Словенія
- Автомагістраль А1

## Сполучені Штати
- Міжштатна автомагістраль A-1 (Аляска; без підпису)
- Міжштатна автомагістраль H-1 (Гаваї)
- Автошлях США 1
- Автошлях США 1A
- Автошлях США 1 Business (Джорджія)
- Автошлях США 1 Business (Меріленд)
- Автошлях США 1 (колишня)

Системи штатних автомобільних доріг
- Шлях штату Алабама 1
- Маршрут Аляска 1
- Арканзаське шосе 1
- Автошлях 1 Каліфорнії; в деяких місцях зливається з Автошлях США 101
- Шосе штату Колорадо 1
- Автошлях Делавер 1
- Автошлях Делавер 1A
- Автошлях Делавер 1B
- Автошлях Делавер 1D
- Автошлях Флорида A1A
- Автошлях Джорджія 1
- Автошлях Айдахо 1
- Автошлях Іллінойс 1
- Автошлях Індіана 1
- Автошлях Айови 1
- К-1 (Канзаське шосе)
- Автошлях Кентуккі 1
- Луїзіанське шосе 1
- Массачусетський маршрут 1А, альтернативний маршрут Автошлях США 1
- Автошлях Мічіган М-1 (мічіганське шосе)
- Автошлях Міннесота 1
- Автошлях Міссісіпі 1
- Автошлях Міссурі 1
- Автошлях Монтани 1
- Автошлях Небраска 1
- Автошлях Небраска 1B
- Автошлях Небраска 1D
- Автошлях Невада 1 (колишній)
- Автошлях Нью-Гемпшир 1A, альтернативний маршрут Автошлях США 1
- Автошлях Нью-Гемпшир 1B, альтернативний маршрут Автошлях США 1
- New Jersey Автошлях 1 (колишня)
- Автошлях Нью-Мехіко 1
- Автошлях Нью-Йорк 1A (колишній)
- Автошлях Нью-Йорк 1B (колишній)
- Автошлях Нью-Йорк 1X (колишній)
- Автошлях Північної Дакоти 1
- Автошлях Огайо 1 (колишній) (1920-ті)
- Автошлях Огайо 1 (колишній) (1960-ті)
- Автошлях Оклахома 1
- Тихоокеанське шосе № 1 (Орегон)
- Автошлях Пенсильванія 1 (колишня)
- Автошлях Род-Айленд 1A, альтернативний маршрут Автошлях США 1
- Автошлях Теннессі 1
- Автошлях Техас 1 (колишня)
- Автошлях 1 штату Техас
- Автошлях Техас NASA Road 1
- Техасская ферма на Маркет-роуд 1
- Техас Ранч Роуд 1
- Автошлях Юта 1 (колишній)
- Другорядне державне шосе 1A (Вашингтон) (колишня)

Маршрути в інших областях
- Американське Самоа шосе 001
- Гуамське шосе 1
- Interstate PRI-1 (Пуерто-Рико; без підпису)
- Шосе Пуерто-Рико 1
  -  Шосе Пуерто-Рико 1P

## Тайвань
- Національна автомагістраль 1
- Провінційне шосе 1

## Таїланд
- Таїландський маршрут 1 (Дорога Фахоніотін)

## Туніс
- Автострада A1 (Туніс)

## Туреччина
- Автошлях 01

## Угорщина
- Автомагістраль М1 (Угорщина)
- Головна дорога 1 (Угорщина)

## Україна
- Автошлях М01
- Автошлях H01

## Уругвай
- Маршрут 1 Ген. Мануель Орібе

## Філіппіни
- C-1 Окружна дорога 1
- R-1 Радіальна дорога 1
- Автомагістраль N1 (Філіппіни)
- Автомагістраль E1 Шосе N1)

## Фінляндія
- Національний автошлях 1
- Шосе 1 Аландських островів

## Франція
- Автомагістраль А1
- Національний шлях 1

## Хорватія
- Автомагістраль А1 (Хорватія)

## Чехія
- D1 з Праги в Остраву

## Чилі
- Маршрут Чилі 1

## Швейцарія
- Автобан А1 (Швейцарія)
  -  A1a (Швейцарія)
  -  A1h (Швейцарія)
  -  A1l (Швейцарія)
  -  A1.1 (Швейцарія)

## Шрі Ланка
- A1 Автомагістраль A1
- Автомагістраль E01

## Японія
- Національне шосе 1 (Японія)
- Автомагістраль Мейшині
- Автомагістраль Томей
  - Автомагістраль Ісеванган
  - Автомагістраль Шин-Мейшин
  - Автомагістраль Шин-Томей
- Дорога 1 (Автомагістраль Hanshin) в Осаці
- Дорога 1 (Автомагістраль Hanshin)Дорога 1 (Автомагістраль Nagoya)
- Дорога 1 (Автомагістраль Hanshin)Дорога 1 (Автомагістраль Shuto) в Токіо